# Parafia św. Katarzyny w Manasterzu
Parafia św. Katarzyny w Manasterzu – parafia rzymskokatolicka znajdująca się w archidiecezji przemyskiej, w dekanacie Kańczuga.

## Historia
Parafia w Manasterzu została utworzona przed 1452 rokiem. Pierwszy kościół drewniany, pw. św. Katarzyny PM, zbudowany został wraz z utworzeniem parafii w 1452 roku (taką datę, umieszczoną na belce kościelnej, odnalazł bp Wacław Hieronim Sierakowski wizytujący parafie w 1745 roku). W 1479 roku proboszczem w Manasterzu był Jan z Hyżnego. W 1611 roku dawne uposażenie parafii odnowiła kolatorka księżna Anna Ostrogska z Jarosławia.
W 1783 roku kościół był już bardzo zniszczony i dlatego w 1881 roku został rozebrany. Obecny kościół murowany, zaprojektowany przez architekta Stanisława Rutkowskiego, zbudowano w latach 1881–1882, z inicjatywy i staraniem ówczesnego proboszcza ks. Antoniego Dymnickiego, przy finansowym wsparciu kolatora parafii Józefa Kellermanna. Poświęcił go 22 sierpnia 1882 roku bp Łukasz Solecki. W 1895 roku odbyła się konsekracja kościoła pw. św. Katarzyny, której dokonał bp Jakub Glazer.
Część wyposażenia barokowego przeniesiono ze starego kościoła. Krzyż gotycki pochodzi z 1522 roku. Polichromie wykonał w 1960 roku art. J. Gross z Gliwic. Przy kościele znajduje się dzwonnica z roku 1920.
Na terenie parafii mieszka 1080 wiernych (w tym: Manasterz – 862 i Zagórze – 283).

## Proboszczowie
- ?–1836. ks. Bronisław Witosławski (administrator)
- 1836–1837. ks. Ignacy Łazowski (administrator)
- 1837–1867. ks. Józef Sierzęgiewicz[5]
- 1867–1868. o. Apoloniusz Szymczakiewicz OFMConv. (administrator)[6]
- 1868–1883. ks. Antoni Dymnicki[7]
- 1883–1905. ks. Wojciech Białas
- 1905–1933. ks. Maksym Żurkiewicz
- 1934–?. ks. Jan Mochylski[8][9][10][11]
- 1976–?. ks. Władysław Grzesik[12][13]
- 1997–?. ks. Tadeusz Szczupak